# Associazione Calcio Carpi 1938-1939
Questa pagina raccoglie le informazioni riguardanti l'Associazione Calcio Carpi nelle competizioni ufficiali della stagione 1938-1939.

## Stagione
Nella stagione 1938-1939 a Carpi termina il commissariamento ed alla presidenza torna il duo Agostino Braghiroli ed Enzo Mailli. La società decide di giocare le gare interne a Modena, nella speranza di attirare il pubblico del capoluogo. Dal Modena arriva l'attaccante Giovanni Righi, già in Serie B con la maglia gialloblù, sarà il capocannoniere di stagione con otto centri, dal vivaio fioriscono i giovani Carlo Forghieri e Romeo Fedrigotti, tutti al servizio del tecnico Antonio Moretti rientrato dalla Sambenedettese. Il Carpi parte male, raccoglie la miseria di quattro punti nelle prime nove giornate e pare destinato alla retrocessione. La svolta arriva nello scontro diretto di Tortona con il Derthona (2-3), i biancorossi risalgono la classifica grazie a due roboanti risultati, (6-4) al Piacenza e (8-2) allo stesso Derthona. 
Si rivela un fallimento il trasferimento al Braglia di Modena, i modenesi non vanno a vedere il Carpi di Serie C ed i carpigiani non si sobbarcano i 20 chilometri in bicicletta per vedere la partita, al termine del campionato, a salvezza raggiunta con 20 punti in classifica, si decide di fare ritorno al Polisportivo "Mario Papotti" ed ai suoi 400 o 500 spettatori. Il torneo è stato vinto dalla Reggiana con 37 punti, che ha poi disputato senza successo il girone finale per la promozione, al secondo posto la Cremonese con 35 punti.

## Rosa
| N. |                   | Ruolo | Calciatore        |
| -- | ----------------- | ----- | ----------------- |
|    | Italia (bandiera) | A     | Ennio Bergonzini  |
|    | Italia (bandiera) | D     | Renzo Bergonzini  |
|    | Italia (bandiera) | C     | Alberto Bonaretti |
|    | Italia (bandiera) | D     | Odino Bonora      |
|    | Italia (bandiera) | P     | Bussolari         |
|    | Italia (bandiera) | C     | Ugo Cervi         |
|    | Italia (bandiera) | C     | Nello Fantoni     |
|    | Italia (bandiera) | C     | Romeo Fedrigotti  |
|    | Italia (bandiera) | A     | Carlo Forghieri   |
|    | Italia (bandiera) | C     | Nunzio Gavioli    |

| N. |                   | Ruolo | Calciatore         |
| -- | ----------------- | ----- | ------------------ |
|    | Italia (bandiera) | C     | Giuseppe Ghermandi |
|    | Italia (bandiera) | D     | Mario Guandalini   |
|    | Italia (bandiera) | A     | Walter Mantovani   |
|    | Italia (bandiera) | D     | Guido Masserotti   |
|    | Italia (bandiera) | C     | Giuseppe Medici    |
|    | Italia (bandiera) | A     | Antonio Moretti    |
|    | Italia (bandiera) | P     | Nevio Prati        |
|    | Italia (bandiera) | A     | Giovanni Righi     |
|    | Italia (bandiera) | A     | Rinaldo Tirabassi  |
|    | Italia (bandiera) | D     | Azio Vellani       |

## Risultati

### Serie C

#### Girone di andata
| Arbitro: | Garotta (Milano) |

|                          |           |  |
| Reggiani 46’ Ziletti 75’ | Marcatori |  |

| Arbitro: | Tagliapietra (Padova) |

|                   |           |                |
| E. Bergonzini 71’ | Marcatori | 24’ Del Grosso |

| Arbitro: | Francini (Viareggio) |

|                                       |           |           |
| Guagnetti 54’ Barbini 60’ Gardini 75’ | Marcatori | 32’ Righi |

| Arbitro: | Stecig (Fiume) |

|                        |           |  |
| Bonora 23’ Gavioli 52’ | Marcatori |  |

| Arbitro: | Carpani (Milano) |

|                                                     |           |  |
| Frattini 2’, 75’ Talassi 8’ Marmiroli 18’, 23’, 38’ | Marcatori |  |

| Modena 30 ottobre 1938 6ª giornata | Carpi             | 0 – 0 | Falck | Stadio Cesare Merzari\| Arbitro: \| Brunetti (Genova) \| |
| Arbitro:                           | Brunetti (Genova) |       |       |                                                          |

| Arbitro: | Masini (Genova) |

|                                       |           |  |
| Gemo 1’, 69’, 90’ Cella 4’ Budini 56’ | Marcatori |  |

| Arbitro: | Clemente (Gorizia) |

|  |           |                |
|  | Marcatori | 75’ Moscatello |

| Arbitro: | Tiberio (Gorizia) |

|  |           |              |
|  | Marcatori | 20’ Schaffer |

| Arbitro: | Ballestrino (Oneglia) |

|                          |           |                                      |
| Uggetti 71’ Ferretti 77’ | Marcatori | 15’ Mantovani 55’, 60’ E. Bergonzini |

| Arbitro: | Goracci (Firenze) |

|           |           |              |
| Righi 72’ | Marcatori | 58’ Rossetti |

| Arbitro: | Mastrazzi (Brescia) |

|                      |           |               |
| Meroni 48’ Bario 86’ | Marcatori | 43’ Mantovani |

| Arbitro: | Pizzato (Mestre) |

|                                         |           |             |
| Righi 3’ E. Bergonzini 9’ Mantovani 87’ | Marcatori | 53’ Colombo |

#### Girone di ritorno
| Arbitro: | Cappelli (Trieste) |

|                             |           |                           |
| Righi 46’ Bonora 57’ (rig.) | Marcatori | 34’ Ziletti 55’ Balzarini |

| Arbitro: | Ronzio (Roma) |

|                                         |           |               |
| Bergonzi 45’ Rampini 59’ Del Grosso 61’ | Marcatori | 76’ Ghermandi |

| Arbitro: | Ferrari (Vicenza) |

|                                 |           |               |
| Forghieri 30’ E. Bergonzini 53’ | Marcatori | 86’ Fasanelli |

| Arbitro: | Di Pasquale (Varese) |

|                           |           |  |
| Rossetti 32’ Perfetti 50’ | Marcatori |  |

| Arbitro: | Calvari (Milano) |

|           |           |               |
| Righi 35’ | Marcatori | 15’ Marmiroli |

| Arbitro: | Nerozzi (Verona) |

|             |           |  |
| Tinelli 62’ | Marcatori |  |

| Arbitro: | Mastrazzi (Brescia) |

|                                                     |           |                                               |
| Forghieri 3’, 69’, 82’ Mantovani 40’ Righi 43’, 89’ | Marcatori | 58’, 67’ Gemo 80’ Melandri 85’ (rig.) Brescia |

| Pavia 5 marzo 1939 21ª giornata | Pavese Luigi Belli | 0 – 0 | Carpi | Stadio Comunale\| Arbitro: \| Perani (Bergamo) \| |
| Arbitro:                        | Perani (Bergamo)   |       |       |                                                   |

| Arbitro: | Garotta (Milano) |

|                                            |           |  |
| Panciroli 30’ De Stefanis 45’ Schaffer 58’ | Marcatori |  |

| Arbitro: | Fuhrmann (Omegna) |

|                                                                             |           |                   |
| Forghieri 10’, 14’, 57’ Ghermandi 18’, 69’, 74’ Righi 63’ E. Bergonzini 72’ | Marcatori | 78’, 80’ Soffrido |

| Carate Brianza 2 aprile 1939 24ª giornata | Caratese         | 0 – 0 | Carpi | Campo del Littorio\| Arbitro: \| Carpani (Milano) \| |
| Arbitro:                                  | Carpani (Milano) |       |       |                                                      |

| Arbitro: | Bellè (Venezia) |

|                             |           |                        |
| Cervi 40’ Bonora 64’ (rig.) | Marcatori | 26’ Rizzi 62’ Tedeschi |

| Arbitro: | Milanone Ridor (Biella) |

|                                               |           |  |
| Biella 52’, 84’ Gelosa 56’ Dugnani 74’ (rig.) | Marcatori |  |

## Statistiche

### Statistiche di squadra
| Competizione       | Punti | In casa | In casa | In casa | In casa | In casa | In casa | In trasferta | In trasferta | In trasferta | In trasferta | In trasferta | In trasferta | Totale | Totale | Totale | Totale | Totale | Totale | DR  |
| Competizione       | Punti | G       | V       | N       | P       | Gf      | Gs      | G            | V            | N            | P            | Gf           | Gs           | G      | V      | N      | P      | Gf     | Gs     | DR  |
| ------------------ | ----- | ------- | ------- | ------- | ------- | ------- | ------- | ------------ | ------------ | ------------ | ------------ | ------------ | ------------ | ------ | ------ | ------ | ------ | ------ | ------ | --- |
| Serie C - girone C | ..    | .       | .       | .       | .       | ..      | ..      | .            | .            | .            | .            | ..           | .            | ..     | ..     | .      | .      | ..     | ..     | +.. |
| Coppa Italia       |       | .       | .       | .       | .       | ..      | ..      | .            | .            | .            | .            | ..           | .            | ..     | ..     | .      | .      | ..     | ..     | +.. |
| Totali             |       | .       | .       | .       | .       | ..      | ..      | .            | .            | .            | .            | ..           | .            | ..     | ..     | .      | .      | ..     | ..     | +.. |

### Statistiche dei giocatori
| Giocatore | Serie C  | Serie C | Coppa Italia | Coppa Italia | Totale   | Totale |
| Giocatore | Presenze | Reti    | Presenze     | Reti         | Presenze | Reti   |
| --------- | -------- | ------- | ------------ | ------------ | -------- | ------ |
| . Cognome | 1        | 0       | 1            | 0            | 2        | 0      |
| . Cognome | 1        | 0       | 1            | 0            | 2        | 0      |
| . Cognome | 1        | 0       | 1            | 0            | 2        | 0      |